# Shorttrack-Weltrekorde

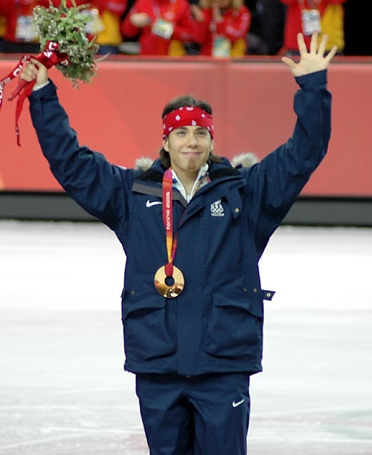
Apolo Anton Ohno, hier als Olympiasieger 2006, hielt zwischen Dezember 2001 und Oktober 2002 den 1500-Meter-Weltrekord

Shorttrack-Weltrekorde können über 500 Meter, 1000 Meter, 1500 Meter, 3000 Meter sowie in der Staffel aufgestellt werden und müssen von der International Skating Union (ISU) anerkannt werden, damit sie als offiziell gelten. Dieser Artikel beschreibt das Reglement und zeigt die aktuellen Weltrekorde. Alle historischen Weltrekorde finden sich in der Liste der historischen Shorttrack-Weltrekorde.
Die ersten Weltrekorde in der neuen Eisschnelllauf-Disziplin Shorttrack wurden im März 1981 ermittelt, seitdem gab es insgesamt mehr als 180 Weltrekorde bei Männern, Frauen und in Mixedstaffeln. Mit zunehmender Streckenlänge nimmt die Häufigkeit der neu aufgestellten Weltrekorde ab. Das liegt daran, dass die Rennen über die Langstrecken häufig strategisch geprägt sind; viele Sportler laufen nicht die gesamte Distanz so schnell wie sie könnten. Historisch gesehen stellten Shorttracker aus Südkorea, Kanada und China die meisten Weltrekorde auf, seit den späten 2010er-Jahren vermehrt auch niederländische Athleten.

## Reglement

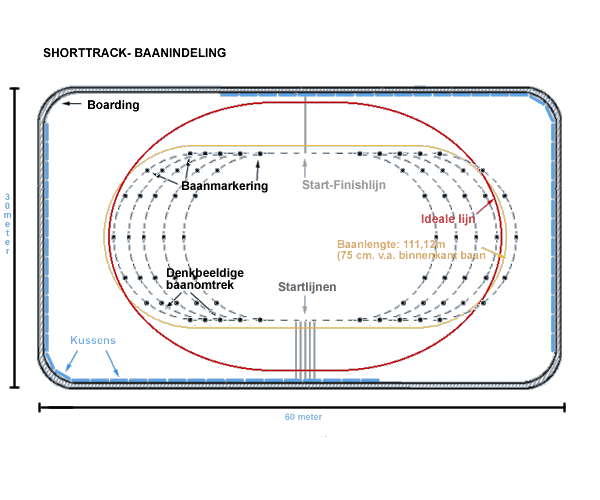
Ausschließlich auf regelkonformen Shorttrack-Bahnen aufgestellte Weltrekorde werden anerkannt.

Die ISU anerkennt nur Weltrekorde über die Distanzen, die auch bei Großereignissen gelaufen werden. Im Erwachsenenbereich sind dies die Strecken über 500, 1000, 1500 und 3000 Meter sowie die Staffeln. Für Juniorenweltrekorde gelten ausschließlich Distanzen von 500, 1000 und 1500 Metern. Im Mehrkampf sowie im Teamwettbewerb werden keine Weltbestmarken ermittelt, auch nicht bei Rennen über 333 Meter, die lediglich bei niederklassigen Wettbewerben auf dem Programm stehen. Damit eine Zeit als Weltrekord anerkannt wird, müssen mehrere Bedingungen erfüllt werden, die in der ISU-Regel 292 festgeschrieben sind. Dazu zählen folgende Punkte:
- Gültig sind ausschließlich Rekorde, die bei ISU-Veranstaltungen (etwa Weltcuprennen, Meisterschaften oder Olympischen Spielen) aufgestellt werden.
- Die Rekorde müssen auf einer offiziellen, ISU-konformen Bahn gelaufen werden. Die Maße einer solchen Bahn werden in einer weiteren ISU-Regel festgelegt, so muss etwa eine Runde exakt 111,12 Meter lang sein.
- Die Zeiten müssen elektronisch auf Tausendstelsekunden genau gemessen oder per Fotofinish genau zu bestimmen sein. Dies sollte wiederum durch einen Originalausdruck belegt werden.
- Die Anwesenheit eines ISU-Schiedsrichters sowie eines ISU-Starters sind erforderlich.
- Bei den Langdistanzen (1500 Meter und mehr) müssen die einzelnen Rundenzeiten dokumentiert werden.
- Das Rennprogramm (inklusive des gesamten Zeitplans) muss mit der vorher erfolgten Ausschreibung übereinstimmen.
- Es liegt ein offizielles Protokoll des Wettkampfes vor, gemeinsam mit Zertifizierung der Zeitmessanlage und der Bahn sowie dem Programm des Rennens.
- Jeder Athlet, der einen Weltrekord auf einer Einzelstrecke aufstellt, ist verpflichtet, einen negativen Dopingtest vom Wettkampftag vorzuweisen. Bei Staffeln müssen mindestens zwei Läufer der Rekordstaffel am Tag des Rennens negativ getestet worden sein.
- Alle notwendigen Dokumente müssen in einer Frist von 30 Tagen nach dem Wettkampf bei der ISU eingereicht werden.

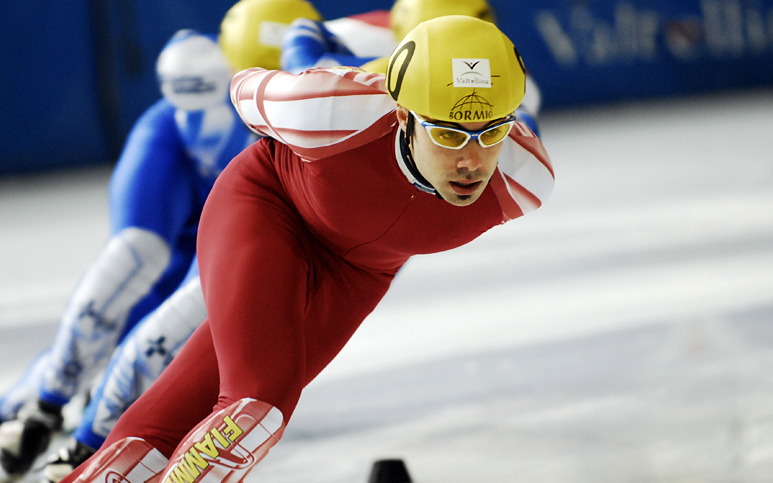
Der Italiener Fabio Carta lief im November 2001 „inoffiziellen Weltrekord“ über 1500 Meter.

Einige dieser Punkte können bei vielen Wettkämpfen nicht erfüllt werden, sodass es häufiger zu sogenannten „inoffiziellen Weltrekorden“ kommt. Hierfür gibt es in den letzten zehn Jahren mehrere Beispiele: Der Italiener Fabio Carta lief etwa im November 2001 bei der Alta Valtellina Trophy über 1500 Meter 2:13,553 Minuten. Sechs Wochen nach dieser Bestzeit benötigte Apolo Anton Ohno für die gleiche Distanz 2:13,728 Sekunden. Beide Zeiten lagen deutlich unter dem Weltrekord und obwohl Carta schneller gewesen war, wurde Ohnos Zeit als neuer Weltrekord von der ISU anerkannt. Ähnlich ist es bei den Kanadiern, die häufig nationale Rennen auf der schnellen Eisbahn in Calgary bestreiten. Wenn diese nicht im offiziellen ISU-Kalender der Saison stehen, gelten bei solchen Wettbewerben aufgestellte Bestzeiten nicht als Weltrekorde. Im Dezember 2000, ein Jahr vor Cartas „inoffiziellem Weltrekord“, war der Kanadier Jean-François Monette über die gleiche Distanz in Calgary ebenfalls schneller als der bestehende Weltrekord gelaufen. Monettes Zeit wurde ebenfalls nicht als Weltrekord anerkannt, da der Wettkampf nicht bei der ISU angemeldet worden war.
Neben den oben genannten Bestimmungen gelten weitere Richtlinien zum Umgang mit Sonderfällen bei Weltrekorden. Wenn ein Weltrekord über die gleiche Distanz innerhalb eines Wettkampfes mehrmals unterboten wird, so zählt jeweils nur die schnellste Zeit als Weltrekord. Dies ist beispielsweise dann entscheidend, wenn erstmals auf einer neuen Eisbahn mit besonders schnellem Eis gelaufen wird. Beim Weltcup in Marquette im November 2009 wäre der 500-Meter-Weltrekord ansonsten mehrmals an einem Tag unterboten worden. Außerdem gelten eingestellte Weltrekorde ebenfalls als Rekorde; eine Zeitgleichheit gab es bei den Weltrekorden jedoch bisher erst sehr selten und ist auch ungewöhnlich, seitdem die Zeiten in Tausendstelsekunden gemessen werden.

## Aktuelle Weltrekorde
Stand: 9. Februar 2024
| Geschlecht | Strecke            | Sportler                                                             | Nation              | Datum             | Ort            | Zeit         |
| ---------- | ------------------ | -------------------------------------------------------------------- | ------------------- | ----------------- | -------------- | ------------ |
| Männer     | 500 Meter          | Wu Dajing                                                            | Volksrepublik China | 11. November 2018 | Salt Lake City | 39,505 s     |
| Männer     | 1000 Meter         | Hwang Dae-heon                                                       | Südkorea            | 12. November 2016 | Salt Lake City | 1:20,875 min |
| Männer     | 1500 Meter         | Sjinkie Knegt                                                        | Niederlande         | 13. November 2016 | Salt Lake City | 2:07,943 min |
| Männer     | 3000 Meter         | Noh Jin-kyu                                                          | Südkorea            | 19. März 2011     | Warschau       | 4:31,891 min |
| Männer     | 5000 Meter Staffel | Csaba Burján, Cole Krueger, Shaolin Sándor Liu, Shaoang Liu          | Ungarn              | 4. November 2018  | Calgary        | 6:28,625 min |
| Frauen     | 500 Meter          | Xandra Velzeboer                                                     | Niederlande         | 4. November 2022  | Salt Lake City | 41,416 s     |
| Frauen     | 1000 Meter         | Suzanne Schulting                                                    | Niederlande         | 4. November 2022  | Salt Lake City | 1:25,958 min |
| Frauen     | 1500 Meter         | Choi Min-jeong                                                       | Südkorea            | 12. November 2016 | Salt Lake City | 2:14,354 min |
| Frauen     | 3000 Meter         | Jung Eun-ju                                                          | Südkorea            | 15. März 2008     | Harbin         | 4:46,983 min |
| Frauen     | 3000 Meter Staffel | Suzanne Schulting, Yara van Kerkhof, Selma Poutsma, Xandra Velzeboer | Niederlande         | 23. Oktober 2021  | Peking         | 4:02,809 min |
| Mixed      | 2000 Meter Staffel | Kim Ji-yoo, Kim A-lang, Kim Dong-wook, Kwak Yoon-gy                  | Südkorea            | 24. Oktober 2021  | Peking         | 2:35,951 min |

## Historische Weltrekorde
Ein Überblick über sämtliche, bisher von der ISU als offiziell anerkannten Weltrekorde im Shorttrack sowie eine statistische Auswertung dieser findet sich in der Liste der historischen Shorttrack-Weltrekorde.